# حكيم أرزقي
حكيم أرزقي (مواليد 20 مارس 1983) لاعب كرة قدم للمكفوفين وهو فرنسي من أصول جزائرية   مشارك في بطولات كرة القدم الدولية للمكفوفين، يلعب مدافعًا ولاعب وسط. حصل على الميدالية الذهبية في الألعاب البارالمبية وبطل أوروبا.

## الإعاقة
في 27 أبريل 2001، شارك أرزقي البالغ من العمر 18 عامًا في مسيرة سلام في مسقط رأسه عزازقة في أعقاب عدد من أعمال الشغب في منطقة القبائل في الشهر الماضي. وسار المتظاهرون أمام مقر الدرك، فبدأ الدرك بإطلاق النار على المتظاهرين، ما أدى إلى إصابة ثلاثة أشخاص بجروح متفاوتة بينهم أحد أصدقاء طفولة أرزقي.ركض أرزقي مع مجموعة المتظاهرين وأصيب برصاصة في وتر أخيل وفي صدغه، لو لم يدر رأسه لكان قد أصيب برصاصة في جبهته. نقل على أثرها إلى المستشفى بالمدينة وأُصيب بجروح خطيرة حيث تم نقله إلى مستشفى مصطفى باشا بالجزائر العاصمة.تسببت أعمال الشغب في مقتل 129 شخصًا وإصابة الآلاف بما في ذلك أرزقي.
وبعد يومين، في 29 أبريل/نيسان، نُقل أرزقي إلى مستشفى في باريس بواسطة طائرة إسعاف .نُقل إلى غرفة العمليات فور وصوله، واستغرق الجراحون وقتًا طويلاً لاتخاذ قرار بشأن بتر قدمه، ولكن لحسن الحظ تمكنوا من إنقاذ قدمه، وكانت عمليته الثانية لإزالة شظايا الرصاص الثلاث في رأسه، ولكن اكتشف الجراحون أن إحدى الشظايا قطعت العصب البصري مما تسبب في فقدان أرزقي للبصر بشكل دائم.
وبعد أشهر، انضم أرزقي إلى مركز متخصص للمكفوفين في فرنسا حيث علمه كيفية قراءة برايل ، وتعلم العزف على البيانو والغيتار، كما تعرف على كرة القدم للمكفوفين مما أعطاه شغفًا بلعب كرة القدم وانضم إلى العديد من أندية كرة القدم منذ عام 2009 ثم انضم إلى فريق كرة القدم الوطني الفرنسي الخماسي في عام 2010.شارك في دورة الألعاب البارالمبية الصيفية 2012 حيث فاز بالميدالية الفضية، وشارك مرة أخرى في دورة الألعاب البارالمبية الصيفية 2020 وحصل على المركز الثامن. ثم تنافس في دورة الألعاب البارالمبية الصيفية لعام 2024، حيث فاز بالميدالية الذهبية.